# トラヴィス (バンド)
トラヴィス (Travis) は、スコットランド・グラスゴー出身のロックバンド。
デビュー当初はオアシスのフォロワー的な荒々しいサウンドだったが、セカンド・アルバム以降、内省的な歌詞にメランコリックな美メロ・バラードを持ち味とするバンドへと変貌し、レディオヘッドらとともに90年代後半のブリットポップ後のUKシーンの新たな潮流を作った。
1999年に渋谷クラブクアトロなどで初来日公演を行い、2001年と2008年にフジロック・フェスティバルに、2003年と2007年はサマーソニックに出演している。

## 歴史

### バンド結成
グラスゴーのアート・スクールの学生だったフラン・ヒーリィ（ボーカル、ギター）は、当時学生のたまり場だったバーで働いていたニール・プリムローズ（ドラム）と出会い、彼のバンド「グラス・オニオン」からボーカリストとして誘われる。そのバンドには他に、同じアートスクールに在籍していたアンディ・ダンロップ（ギター）と、マーティン兄弟（ベース、キーボード）がいた。フランを加えたバンドは、1994年ごろ、1984年のヴィム・ヴェンダース監督作、映画『パリ、テキサス』からインスピレーションを受け、バンド名を映画の主人公からとって「トラヴィス」と改名する。
1995年、ラジオで演奏した彼らのセッションがレコード会社の目に留まり、それがきっかけで翌年にソニーと契約するも同年に音楽性の違いからマーティン兄弟が脱退。急遽ベーシストとしてフランの友達で同じアートスクールの学生だったダギー・ペインが加入。6月に4人組になったトラヴィスはロンドンへと移り、本格的なバンド活動を開始した。

### デビュー〜『グッド・フィーリング』
1996年、デビュー・シングル「オール・アイ・ウォント・トゥ・ドゥ・イズ・ロック」をリリース。オアシスのノエル・ギャラガーがトラヴィスのファンであると告白したことで注目すべき新人バンドのひとつとして話題になる。そして1997年9月、そのオアシスの全英ツアーの前座に抜擢された。この月にリリースされたデビュー・アルバム『グッド・フィーリング』は、オアシス路線ともいえるパワフルなロックを鳴らしてアルバム・チャート初登場9位を獲得。新人バンドとしては上出来な滑り出しをみせる。

### 『ザ・マン・フー』
翌年6月からメンバーはセカンド・アルバムの制作にとりかかった。このアルバムでは新たにナイジェル・ゴッドリッチをプロデューサーに迎えている。
そして1999年5月、セカンド・アルバム『ザ・マン・フー』を発表。このアルバムは、前作の荒々しいサウンドから一転して静かなバラードが全体を占め、その内省的なアプローチがシーンに衝撃を与えた。シングル・カットされた「ライティング・トゥ・リーチ・ユー」、「ホワイ・ダズ・イット・オールウェイズ・レイン・オン・ミー?」、「ターン」という3曲連続ヒットもあり、『ザ・マン・フー』はリリースから3ヵ月目にして全英アルバム・チャートの1位に輝き、その後もロングヒットを続けてセールスは全世界で400万枚を記録するに至った。成功の背景には、すでに終焉を迎えつつあったブリットポップへの反動もあったとされる。

### 『インヴィジブル・バンド』
2000年、世界の優れたソングライターに送られる賞、アイヴァ・ノヴェロ・アウォーズのソングライター・オブ・ザ・イヤーにフランが選ばれ、さらにブリット・アワードでベスト・バンド、ベスト・アルバム両賞を獲得。グラストンベリー・フェスティバルにはヘッドライナーとして出演するなど、名実ともにUKシーンのトップバンドの仲間入りを果たした。
2001年6月、サード・アルバム『インヴィジブル・バンド』をリリース。よりアコースティックな色合いを強めたこのアルバムで、全英アルバム・チャートにて堂々の初登場1位を達成。セールスも英国内だけでミリオンを突破し全世界で300万枚を記録した。アルバムは「トップ・オブ・ザ・ポップス」の年間最優秀賞を受賞、さらにシングルの「シング」は、その年の上半期で最も多くラジオで流された曲となり、バンド最大のヒット曲になった。同年7月にはフジロックフェスティバル出演で2度目の来日。全英アリーナ・ツアーも大成功させるなど、バンドは絶頂期を迎える。

### 『12メモリーズ』〜『シングルス』
そんな状況も束の間の半年後、ニールがフランスにおいて頭部に重傷を負う事故に遭ってしまう。ドラマーとしてこの怪我は深刻であり、ミュージシャン生命も危ぶまれる事態となった。デビュー以来不動のメンバーで苦楽を共にしてきたためドラマー交代などは考えられず、バンドは突然の活動休止を余儀なくされた。メディアではそのまま解散もありうるとの観測が流れ、バンドは絶頂から一転して解散の危機に見舞われてしまった。
しかし事故から1年、ニールは見事な回復をみせて復帰を果たし、同時にバンドも解散の危機を乗り越え再始動。中小規模のライブ活動を行いながらセルフ・プロデュースのアルバム制作を進めた。
サマーソニック出演で3度目の来日を済ませた後の2003年10月、4枚目のアルバム『12メモリーズ』を発表。先行シングルの「リ・オフェンダー」や「ビューティフル・オキュペイション」などでストリングスやピアノを大幅に導入したり、歌詞に社会色・政治色を強く打ち出すなど所々に新たな試みが見受けられるが、全編が暗く陰鬱なトーンで覆われた仕上がりだったためか、全英チャートで3位に入ったもののセールス的には伸び悩んだ(さらにフランが体調を崩したことで来日公演も中止となるなど、バンドにとっては大きな試練の時期であった)。後にフランは「ダークでエッジーな社会性の濃い作品は、僕らには不得手だと痛感したよ。12メモリーズは好きだし否定するつもりもないけど、こういうのはレディオヘッドに任せるべきだったんだよね？」と冗談まじりに語っている。
翌2004年にこれまでの歩みを総括したベスト盤『シングルス』を発売し、キャリアに一区切りをつけた。

### 『ザ・ボーイ・ウィズ・ノー・ネーム』〜『オード・トゥ・ジェイ・スミス』〜『ウェア・ユー・スタンド』
ベスト盤以降長らく沈黙していたバンドが、再びナイジェル・ゴッドリッチをプロデューサーに迎えて製作したアルバム『ザ・ボーイ・ウィズ・ノー・ネーム』（全英4位）をリリースしたのは、前作から4年後の2007年であった。アルバムは、ストイックだった前作から一転して、美しく優しいメロディが全体にあふれた内容となった。
このアルバムリリースに伴って同年のサマーソニックに、ソニックステージのトリとして出演。翌2008年のフジロックフェスティバルで再来日、翌日には韓国に移動し、06年から仁川で毎年開催されているペンタポート・ロック・フェスティバルの2日目メインステージのヘッドライナーを務めた。
『ザ・ボーイ・ウィズ・ノー・ネーム』リリースにともない久々の大規模ツアーを敢行したバンドは、その余勢を生かしライブ・テイクを中心としたレコーディングを進めた。そして2008年9月、前作からわずか1年弱という異例のスパンでアルバム『オード・トゥ・ジェイ・スミス』を発表。今作から、バンドは長らく在籍したインディペンディエンテ・レコードを離れ1996年にデビューEPを発表した自主レーベルからのリリースを開始することとなった。以前のトラヴィスにはなかったヘヴィなロック色が非常に濃い仕上がりとなったためか、アルバムは全英20位と伸び悩み、アルバムからのシングルも全英トップ100入りを逃している。ちなみに、このリリースにともない、1998年以来実に10年ぶりとなる単独来日公演が2009年2月に実現した。
『オード・トゥ・ジェイ・スミス』からおよそ5年後には、新アルバム『ウェア・ユー・スタンド』をリリース。全英チャート3位を記録した。

## 音楽的評価
- 地元スコットランドを中心に、英国を代表するバンドのひとつとして国民的人気を誇る。彼らの楽曲「ホワイ・ダズ・イット・オールウェイズ・レイン・オン・ミー？」は、Virgin Radioが発表した「過去10年間で最も重要な曲ベスト100」の5位にランクインされている（ちなみに1位はオアシスの「ワンダーウォール」、レディオヘッドの「クリープ」は6位、ブラーの「パークライフ」は8位）。
- ブリット・ポップ・ブーム終焉後のUKシーンの潮流を、『OK コンピューター』発表以降のレディオヘッドと共に、エモーショナルな内省路線に移行させた存在として評価されている。その後、コールドプレイ、スノウ・パトロール、キーン、アスリートといった諸バンドや、ジェームス・ブラントといったミュージシャンの活躍を助長する土壌を育んだ功績は大きいといわれている。一方で当時の音楽界を湿っぽくした張本人であるという声もあり、こういった音楽に不満だったロック・ファン達のフラストレーションが、後のストロークス登場に始まるロックンロール・リバイバルブームの拡大を助勢したともいわれている。

## その他のエピソード
- トラヴィスは非常に礼儀正しく性格のいいバンドとして知られ、特にフランはロック・ミュージシャンとしては粗暴な言動がひとつもなく、売れても尊大な態度を全くとらない人格者として人望が厚い。
- そのフランが『インヴィジブル・バンド』リリース時に宣言した、「バンドよりも作品の方が大切さ。残ってゆくのはバンドじゃなくて楽曲だけでいいんだ」という台詞は彼らを象徴する名言としてしばしば引用される。
- フィーダーのアルバム『プッシング・ザ・センシズ』収録の「Tumble And Fall」という曲には、フランとダギーがコーラスでゲスト参加している。これは、メンバーが新曲のレコーディングをしていた際、偶然、同じスタジオに居合わせたフィーダーに誘われたことで実現したものであった。
- バンドの代表曲のひとつである「ホワイ・ダズ・イット・オールウェイズ・レイン・オン・ミー？」は、日本の雑誌等で、しばしば「雨歌」と通称される。カタカナ表記では長くなってしまうためでもあるが、端的な通称として好まれている。ほかに略称で「レイン」とか「レイン・オン・ミー？」などと呼ばれることもあるが定着はしていない。ちなみにライブのラストはこの「雨歌」で締められることがほとんどで、その際は大きな縦ノリが起こることも定番である。
  - 過去2度出演したフジロックフェスティバルにおいては、いずれも降雨の中でこの「雨歌」が演奏されている。特に2008年のステージにおいては、「ビューティフル・オキュペイション」のイントロ演奏を始めておきながら、途中から雨が降り出すや演奏を中断してセットを「雨歌」に切り替えるなど、天然の演出を逆手にとる程のこだわりっぷりであった。
- 『ザ・マン・フー』からのシングルである「ライティング・トゥ・リーチ・ユー」はオアシスへのオマージュが基になった曲である。実際、歌詞には「ワンダーウォール」という単語が登場し、イントロも「ワンダーウォール」に酷似したコード進行である。後に、その楽曲のクオリティも含めノエル・ギャラガーの公認を受けている。
- 2001年に、英国のテレビ番組『トップ・オブ・ザ・ポップス』に出演して「シング」をスタジオで披露した際、彼らは「シング」のPVにならって、なんと演奏中にパイ投げをやりだし、メンバー全員ぐちゃぐちゃになるというザ・ドリフターズ顔負けの茶目っ気をみせたことがある (観客を巻き込んでのパイ投げの応酬の中、顔を真っ白にしたフランは、メンバーの容赦ない攻撃にも屈せず最後まで熱唱した)。
- 『12メモリーズ』収録の楽曲「ピース・ザ・ファック・アウト」のラスト数十秒に入っている、「Peace The Fuck Out!」という合唱は、バンドの地元であるグラスゴーの名門サッカークラブ・セルティックのサポーターたちの声であり、録音はホームスタジアムであるセルティック・パークにて行われた。
- 『ザ・ボーイ・ウィズ・ノー・ネーム』は、2005年に脳腫瘍で亡くなった、イギリス出身の元世界ラリー選手権（WRC）王者、リチャード・バーンズに捧げられている。
- スピッツの草野マサムネは、2008年11月に発売したシングル「若葉」についてのインタビューでマンドリンを取り入れたことに関して、「この曲はラジオで聴いたトラヴィスの曲にインスパイアされて作った」と語っている。
- ライブでは、アカペラを披露することもある。
- フラン・ヒーリーは、かつてリアム・ギャラガーを涙させた逸話について明かしている。1990年代にオアシスと共にツアーを回っていた時にバンドの「Luv」を歌ってリアム・ギャラガーを泣かせた事があるといい、以下のように明かしている。

| 「 | 「僕達は1997年に、オアシスの『ビィ・ヒア・ナウ』ツアーのサポートを務めてたんだ。それってまるでローリング・ストーンズのサポートをする、みたいな経験だったんだよ。何しろ当時のオアシスは本当にビッグだったからね。 ある時、僕がバックステージを歩いてたら、リアムがそこで丸まって座ってたんだよ。そしたら彼が「こっちに来いよ」って言うから行ったら、「何か1曲やってくれよ」って言われてさ。本当に緊張したよ。それで僕はギターを手にとって、これからやる次の曲を弾いたんだ。歌ってる間は緊張しすぎて、リアムの顔もまともに見れなかったよ。 それで曲をやり終えて彼の顔を見たら、彼の顔に涙が流れてたんだ」 | 」 |

## メンバー
- フラン・ヒーリィ (Fran Healy) - ボーカル、ギター
- アンディ・ダンロップ (Andy Dunlop) - ギター、バンジョー
- ダギー・ペイン (Dougie Payne) - ベース、バックボーカル
- ニール・プリムローズ (Neil Primrose) - ドラム

## ディスコグラフィ

### アルバム
- 『グッド・フィーリング』 - Good Feeling (1997年) ※全英9位
- 『ザ・マン・フー』 - The Man Who (1999年) ※全英1位、全米135位
- 『インヴィジブル・バンド』 - The Invisible Band (2001年) ※全英1位、全米39位
- 『12メモリーズ』 - 12 Memories (2003年) ※全英3位、全米41位
- 『シングルス』 - Singles (2004年) ※コンピレーション・アルバム。全英4位
- 『ザ・ボーイ・ウィズ・ノー・ネーム』 - The Boy With No Name (2007年) ※全英4位、全米58位
- 『オード・トゥ・ジェイ・スミス』 - Ode To J.Smith (2008年) ※全英20位、全米122位
- 『ウェア・ユー・スタンド』 - Where You Stand (2013年) ※全英3位
- 『エヴリシング・アット・ワンス』 - Everything At Once (2016年) ※全英5位
- 『10ソングス』 - 10 Songs (2020年) ※全英5位
- L.A. Times (2024年)

### シングル
以下の順位は全て全英チャートによる
- グッド・フィーリング
  - オール・アイ・ウォント・トゥ・ドゥ・イズ・ロック (All I Want to Do Is Rock)/1996年 - 39位
  - アンダー16・ガールズ (U16 Girls)/1997年 - 40位
  - タイド・トゥ・90ズ (Tied to the 90s)/1997年 - 30位
  - ハッピー (Happy)/1997年 - 38位
  - モア・ザン・アス (More Than Us)/1998年 - 20位

- ザ・マン・フー
  - ライティング・トゥ・リーチ・ユー (Writing to Reach You)/1999年 - 14位
  - ドリフトウッド (Driftwood)/1999年 - 13位
  - ホワイ・ダズ・イット・オールウェイズ・レイン・オン・ミー (Why Does It Always Rain on Me?)1999年 - 10位
  - ターン (Turn)/1999年 - 8位

- シングル単曲：後にベスト盤「シングルス」に収録
  - カミング・アラウンド (Coming Around)/2000年 - 6位

- インヴィジブル・バンド
  - シング (Sing)/2001年 - 3位
  - サイド (Side)/2001年 - 14位
  - フラワーズ・イン・ザ・ウィンドウ (Flowers in the Window)/2002年 - 18位

- 12メモリーズ
  - リ・オフェンダー (Re-Offender)/2003年 - 7位
  - ビューティフル・オキュペイション (The Beautiful Occupation)/2003年 - 46位
  - ラブ・ウィル・カム・スルー (Love Will Come Through)/2004年 - 28位

- シングルス
  - ウォーキング・イン・ザ・サン (Walking in the Sun)/2004年 - 20位 2009年5月より富士重工業「スバル・レガシィ」CMソングに起用。

- ザ・ボーイ・ウィズ・ノーネーム
  - クローサー (Closer)/2007年 - 10位
  - セルフィッシュ・ジーン (Selfish Jean)/2007年 - 30位
  - マイ・アイズ (My Eyes)/2007年 - 60位

- オード・トゥ・ジェイ・スミス
  - ジェイ・スミス (J. Smith)/2008年 - 115位
  - サムシング・エニシング (Something Anything)/2008年 - 113位
  - ソング・トゥ・セルフ (Song to Self)/2009年 - チャート入りせず

## 日本公演
- 1998年

9月 渋谷CLUB QUATTROほか
- 2001年

『Fuji Rock Festival 01』 7月25日 苗場スキー場
- 2003年

『SUMMER SONIC 03』 8月2日 東京会場、3日 大阪会場
- 2004年

4月20,21日 Zepp Tokyo、23日 名古屋・CLUB DIAMOND HALL、24日 川崎CLUB CITTA'、26日 広島CLUB QUATTRO、27日 Zepp Osaka　→フラン・ヒーリィの急病により来日中止
- 2007年

『SUMMER SONIC 07』 8月11日 東京会場（幕張メッセ）、12日 大阪会場（舞洲サマーソニック大阪特設会場）
- 2008年

『Fuji Rock Festival 08』 7月25日 苗場スキー場
- 2009年

2月24日 Zepp Osaka、25日 名古屋・CLUB DIAMOND HALL、27日 東京国際フォーラム・ホールA
- 2013年

『Hostess Club Weekender』 6月9日 恵比寿ガーデンホール
- 2014年

『Japan Tour』 3月29日(Sat) EX シアター 六本木
- 2016年

『Fuji Rock Festival 16』 7月23日 苗場スキー場
- 2017年

2月13,14日 Zepp Divercity、16日 CLUB DIAMOND HALL、17日 Namba Hatch
- 2022年

『THE INVISIBLE BAND IN CONCERT PLUS THE CLASSIC HITS』10月11日 Namba Hatch、12日 Diamond Hall、14,15日 EX THEATER ROPPONGI